# Muiryfold
Muiryfold è il sito in cui si trovava un grande accampamento romano, creato da Settimio Severo nel nord della Caledonia (attuale Scozia).

## Storia
L'imperatore Settimio Severo nel 208 cercò di conquistare e pacificare tutta la Scozia. In quell'anno iniziò un'offensiva con probabilmente 6 legioni partendo dal Vallo di Adriano, che aveva rinforzato previamente. Nel 210, rifacendo approssimativamente la stessa offensiva attuata da Giulio Agricola nell'84, creò una serie di fortificazioni a nord del Gask Ridge fino all'accampamento di Muiryfold. Infatti fotografie aeree hanno scoperto questo accampamento ad appena un miglio romano da quello fatto oltre un secolo prima da Agricola ad Auchinhove.. Entrambi questi accampamenti furono creati a una giornata di marcia da quelli di Glenmailen (fatto da Severo) ed Ythan Wells (fatto da Agricola). Muiryfold si trovava vicino a una supposta Strada romana, che portava da Aberdeen e l'accampamento severiano di Raedykes fino al Moray Firth. L'accampamento di Muiryfold fu abbandonato un paio di anni dopo, a seguito della improvvisa morte di Settimio Severo avvenuta nel 211. Fu riscoperto solamente nel 1959 dall'archeologo St. Joseph.

## Caratteristiche

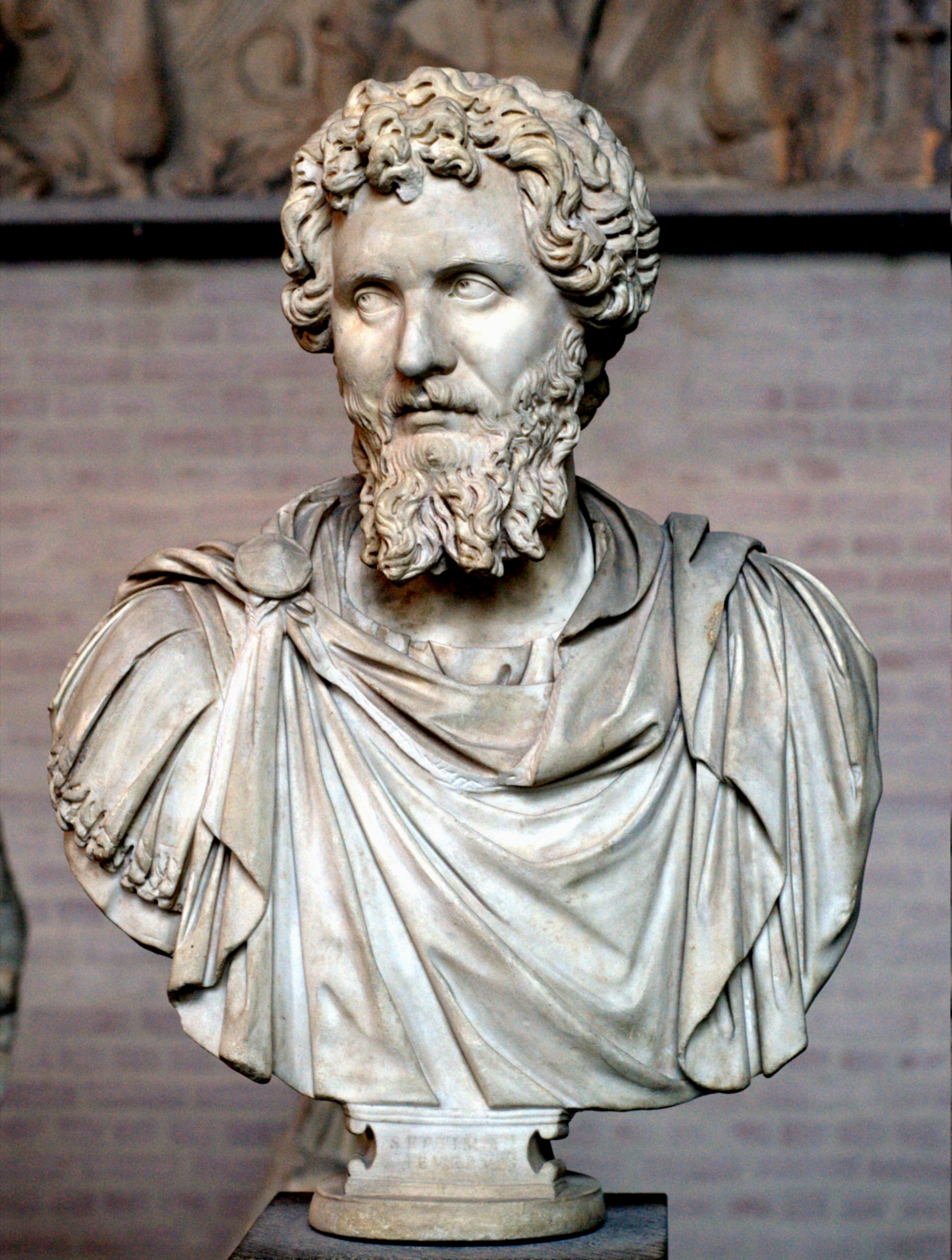
Settimio Severo creò l'accampamento di Muiryfold nel tentativo di assoggettare tutta la Scozia

L'accampamento era uno dei maggiori fatti nella Caledonia settentrionale. Infatti aveva una superficie di 44 ettari. Era difeso da fossati, ora completamente sotterrati, con una profondità di 3 piedi. Il lato nord era protetto dall'ansa di un piccolo fiume. Altri accampamenti simili (detti di tipo severiano) erano quelli di Normandykes e Raedykes vicino Aberdeen, e Kintore e Ythan Wells a sud-est di Muiryfold. L'accampamento si trovava al centro della zona agricola più settentrionale della Scozia, che fu devastata in quegli anni da Caracalla (figlio di Settimio Severo) allo scopo di ridurre alla fame i Caledoni ed ottenerne almeno la pacificazione.